# Dry Cleaning
Dry Cleaning — англійський постпанк гурт, створений у Південному Лондоні у 2017 році.
Вони відомі використанням художнього читання замість вокалу, а також своєю нешаблонною лірикою. Їхній музичний стиль порівнюють з гуртами Wire, Magazine, Joy Division.
Дейв Сігал (Dave Segal) з сайту The Stranger написав: «На їхньому проривному записі, цьогорічному альбомі New Long Leg, [гурт] Dry Cleaning вразив мене так, як скромна Annette Peacock, яка виступає на розігріві перед the Fall, PiL або Siouxsie and the Banshees.»
Дебютний альбом гурту, New Long Leg, вийшов у квітні 2021 року та отримав схвальні відгуки критиків. Наступний альбом, Stumpwork, вийшов у жовтні 2022 року та отримав ще більше схвалень.
Гурт співпрацює з лейблами 4AD, It's OK.

## Історія
Коли Льюїс Мейнард, Том Доус і Нік Бакстон — давні друзі, чиї попередні гурти перетиналися в Лондоні — об’єдналися, щоб створити новий гурт у 2017 році, вони зробили це заради розваги. Репетируючи в крихітній кімнаті (яку жартома називали шафою) в старому будинку мами Льюїса Мейнарда (та сама рання база Boundary Road, яку пізніше прославили в назві мініальбому), тріо витратило наступні кілька місяців на написання пісень, і зрештою вони стали гуртом Dry Cleaning. 
«Ми не могли побачити один одного, тому що ми були дуже близько. Це була прославлена шафа, і це робило її менш страшною», — каже вокалістка Флоренс Шоу. «У досить людному місці ти майже не відчуваєш себе свідомим». «Це зробило все набагато мінімальнішим, — продовжує Льюїс.
Вокалістка Флоренс Шоу познайомилася з Томом Даузом приблизно у 2010 році в Королівському коледжі мистецтв, де вони обидва були студентами, і швидко подружилася. Щоб переконати Флоренс Шоу приєднатися до гурту, знадобилися місяці. Решта учасників гурту запросили її на одну зі своїх репетицій. Барабанщик Нік Бакстон сказав Флоренс Шоу, що вона може просто читати вголос, а не співати, і дав їй список відтворення, який містив кавер пісні Грейс Джонс (Grace Jones), «Private Life», та інші подібні треки. 
Нарешті вона погодилась і пішла на репетицію, «[я] писала про старі малюнки, про речі, які я писала на своєму телефоні, в щоденниках, про речі, які я бачила в рекламі й вважала смішними» — і потім читала текст вголос, поки інші троє грали на своїх інструментах навколо неї. Вона згадує цей момент, «як коли ти бачиш ці дивні фільми про гурти, і вони пишуть хіт, і настає чарівний момент».
У 2019 році гурт випустив свій дебютний сингл, «Magic of Meghan». Флоренс Шоу написала пісню «Magic of Meghan» після того, як пережила розрив і переїхала з квартири свого колишнього партнера того самого дня, коли Меган Маркл і принц Гаррі оголосили про заручини.
Того ж року гурт випустив два мініальбоми: Sweet Princess у серпні та Boundary Road Snacks and Drinks у жовтні. 
NME включив гурт до списку 100 найкращих нових виконавців 2020 року. Журнал DIY у статті «Class of 2020: Dry Cleaning» написав наступне: «Пройшовши шлях від гурту друзів, які дивно шуміли в шафі, до одного з найпопулярніших нових гуртів у країні, Dry Cleaning є саме тим гуртом, який нам усім зараз потрібен.»
Наприкінці 2020 року гурт підписав контракт з лейблом 4AD та випустив новий сингл, «Scratchcard Lanyard».
У лютому 2021 року гурт поділився подробицями про дебютний студійний альбом New Long Leg, а також представив сингл «Strong Feelings». 2 квітня 2021 року гурт випустив студійний альбом New Long Leg. Альбом був записаний на Rockfield Studios в Уельсі, а продюсував його Джон Періш (John Parish).
У червні 2022 року гурт анонсував новий сингл «Don't Press Me», прем'єра якого відбулася на BBC Radio 6 Music 14 червня. Того ж дня вони анонсували свій другий альбом Stumpwork. Альбом Stumpwork вийшов 21 жовтня 2022 року. Альбом був записаний на Rockfield Studios в Уельсі та спродюсований Джоном Перішом.

## Учасники гурту
- Флоренс Шоу (Florence Shaw) — вокал, перкусія, магнітофонні петлі
- Льюїс Мейнард (Lewis Maynard) — бас
- Том Дауз (Tom Dowse) — гітара
- Нік Бакстон (Nick Buxton) — ударні, перкусія, програмування, клавішні, саксофон

## Дискографія

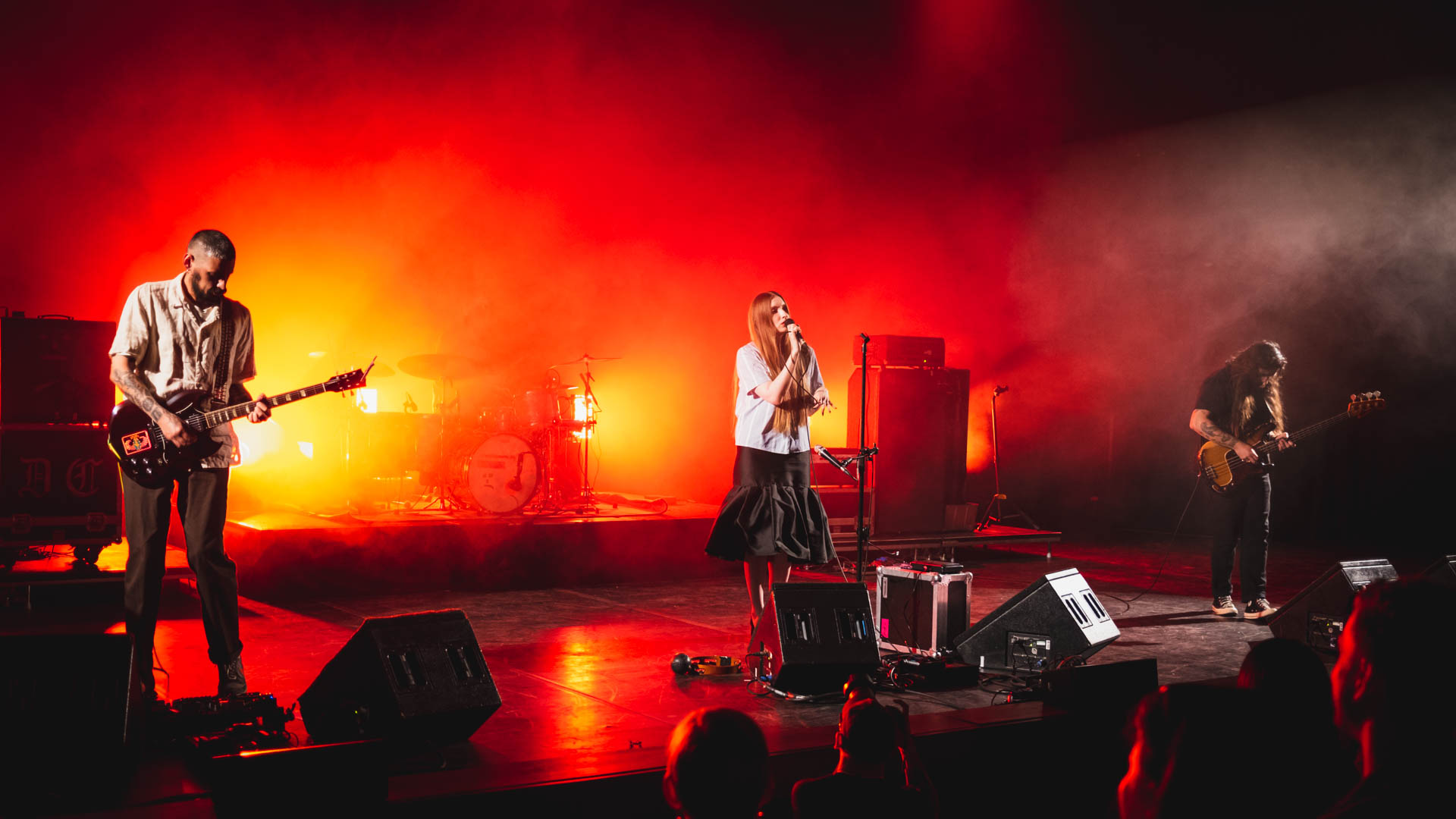
Dry Cleaning на фестивалі Meltdown у 2022 році

### Студійні альбоми
| Назва        | Подробиці | Пікові позиції в чартах | Пікові позиції в чартах | Пікові позиції в чартах | Пікові позиції в чартах | Пікові позиції в чартах | Пікові позиції в чартах | Пікові позиції в чартах | Пікові позиції в чартах | Пікові позиції в чартах |
| Назва        | Подробиці | UK                      | UK Indie                | AUS                     | BEL (FL)                | IRE                     | POR                     | SCO                     | US Sales                | US Heat                 |
| ------------ | --- | ----------------------- | ----------------------- | ----------------------- | ----------------------- | ----------------------- | ----------------------- | ----------------------- | ----------------------- | ----------------------- |
| New Long Leg | - Випущено: 2 квітня 2021 р - Леубл: 4AD - Формати: LP, CD, касета, цифрове завантаження, потокове передавання  | 4                       | 1                       | —                       | 67                      | 45                      | 26                      | 4                       | 60                      | 16                      |
| Stumpwork    | - Випущено: 21 жовтня 2022 р - Лейбл: 4AD - Формати: LP, CD, касета, цифрове завантаження, потокове передавання | 11                      | 4                       | 77                      | 30                      | —                       | —                       | 9                       | 34                      | 13                      |

### Збірні альбоми
| Назва                                          | Подробиці                                                   | Пікові позиції в чартах | Пікові позиції в чартах |
| Назва                                          | Подробиці                                                   | UK Indie                | UK hys.                 |
| ---------------------------------------------- | ----------------------------------------------------------- | ----------------------- | ----------------------- |
| Boundary Road Snacks and Drinks/Sweet Princess | - Випущено: 25 жовтня 2019 р - Лейбл: It's OK - Формати: LP | 36                      | 91                      |

### Мініальбоми
| Назва                           | Подробиці | Пікові позиції в чартах |
| Назва                           | Подробиці | UK DL                   |
| ------------------------------- | --- | ----------------------- |
| Sweet Princess                  | - Випущено: 24 вересня 2018 р - Лейбл: It's OK - Формати: цифрове завантаження, потокове передавання, касета | –                       |
| Boundary Road Snacks and Drinks | - Випущено: 25 жовтня 2019 р - Лейбл: It's OK - Формати: цифрове завантаження, потокове передавання          | –                       |
| Tascam Sessions                 | - Випущено: 16 листопада 2021 р - Лейбл: 4AD - Формати: 12-дюймовий вініл                                    | –                       |
| Swampy                          | - Випущено: 1 березня 2023 р - Лейбл: 4AD - Формати: цифрове завантаження, касета                            | 51                      |

### Сингли
| Назва                        | Рік  | Альбом                          |
| ---------------------------- | ---- | ------------------------------- |
| "Magic of Meghan"            | 2019 | Sweet Princess                  |
| "Goodnight"                  | 2019 | Sweet Princess                  |
| "Sit Down Meal"              | 2019 | Boundary Road Snacks and Drinks |
| "Viking Hair"                | 2019 | Boundary Road Snacks and Drinks |
| "Scratchcard Lanyard"        | 2020 | New Long Leg                    |
| "Strong Feelings"            | 2021 | New Long Leg                    |
| "Unsmart Lady"               | 2021 | New Long Leg                    |
| "Oblivion"                   | 2021 | Non-album singles               |
| "Bug Eggs" / "Tony Speaks!"  | 2021 | Non-album singles               |
| "Don't Press Me"             | 2022 | Stumpwork                       |
| "Anna Calls from the Arctic" | 2022 | Stumpwork                       |
| "Gary Ashby"                 | 2022 | Stumpwork                       |
| "No Decent Shoes For Rain"   | 2022 | Stumpwork                       |

## Нагороди та номінації
| Рік  | Асоціація                    | Категорія                    | Номінований реліз | Результат    | Ref    |
| ---- | ---------------------------- | ---------------------------- | ----------------- | ------------ | ------ |
| 2021 | AIM Independent Music Awards | Best Independent Album       | New Long Leg      | Номінація    | [ 34 ] |
| 2022 | Libera Awards                | Record of the Year           | New Long Leg      | Номінація    | [ 35 ] |
| 2022 | Libera Awards                | Best Alternative Rock Record | New Long Leg      | Номінація    | [ 35 ] |
| 2023 | Libera Awards                | Record of the Year           | Stumpwork         | В очікуванні | [ 36 ] |
| 2023 | Libera Awards                | Best Alternative Rock Record | Stumpwork         | В очікуванні | [ 36 ] |
| 2024 | Grammy Awards                | Best Recording Package       | Stumpwork         | Перемога     | [ 37 ] |